# Non è vero... ma ci credo (film)
Non è vero... ma ci credo è un film del 1952 diretto da Sergio Grieco e tratto da una commedia omonima in tre atti del 1942, scritta da Peppino De Filippo.

## Trama del film
Il commendatore Gervasio Savastano è tormentato dalla superstizione; i suoi affari non vanno bene e lui ritiene che la colpa sia di un suo impiegato, Belisario Malvurio, cui attribuisce un influsso malefico. Anche in famiglia ci sono problemi: sua figlia Rosina si è innamorata di un giovane impiegato, che il commendatore ritiene non all'altezza della ragazza. All'improvviso però in azienda arriva un giovane gobbo, Alberto Sammaria, e con il suo arrivo gli affari cominciano di colpo ad andar bene. Anche la figlia del commendatore sembra aver ritrovato la serenità, il giovane di cui era innamorata è diventato un lontano ricordo.
Tutto sembra filare liscio, quando Alberto Sammaria confessa al commendatore di essersi innamorato di Rosina, e per questo motivo è costretto a dare le dimissioni. Il commendatore è disperato, ma trova una soluzione: convince sua figlia a sposare Sammaria. Dopo un'iniziale resistenza, la ragazza si convince; ma un incubo sconvolge i sogni del commendatore: che i suoi nipotini ereditino il difetto fisico di Sammaria. Il matrimonio si celebra, ma il commendatore non riesce ad allontanare i suoi timori e comunica ai ragazzi la sua intenzione di invalidare le nozze; solo a questo punto scopre di essere stato raggirato: Sammaria non è altri che il giovane di cui Rosina era sempre stata innamorata e la gobba era solo un artificio per consentirgli di entrare nelle grazie del futuro suocero. Il commendatore cede all'amore dei due giovani.